# Памятник Тарасу Шевченко (Ереван)
Памятник Тарасу Шевченко (арм. Տարաս Շևչենկոյի հուշարձան) — монумент, воздвигнутый в честь украинского поэта, прозаика, художника и этнографа Тараса Григорьевича Шевченко в столице Армении — Ереване.

## История
Установить памятник в 6-м секторе Кольцевого бульвара (улица Ерванда Кочара, 4/2) планировалось по решению мэра столицы от 12 сентября 2002 года на участке в 300 квадратных метров. В 2003 году в Ереване был заложен камень на месте будущего памятника.
На встрече заместителя председателя Верховной Рады Украины Николая Томенко с чрезвычайным и полномочным послом Украины в Армении Иваном Кухтой в 2011 г. обсуждался вопрос установки памятника. «С исторической и культурной точки зрения было бы справедливо и правильно, чтобы до 2014 года — 200-летия со дня рождения Тараса Шевченко — в Ереване открыли памятник поэту», — отметил вице-спикер украинского парламента. В мае 2013 года памятник был установлен. Архитектором скульптуры является С. Сардарян, автором проекта — Вильям Петросян. Торжественное открытие монумента состоялось только 13 октября 2018 года.
Ежегодно у памятника украинской диаспорой проводятся мероприятия по празднованию годовщины со дня рождения Т. Г. Шевченко.